# Core (album)
Core è il primo album in studio del gruppo musicale statunitense Stone Temple Pilots, pubblicato il 29 settembre 1992 dalla Atlantic Records.

## Descrizione
Questo album è stato dichiarato il più venduto degli Stone Temple Pilots. Le vendite sono state favorite dal singolo Plush, che ha vinto il Grammy Award nel 1993; Creep, Sex Type Thing e Wicked Garden, invece, diventarono singoli molto famosi nelle radio alternative rock statunitensi.
Il 29 settembre 2017 è uscita un'edizione deluxe per celebrare i 25 anni dall'uscita dell'album.

## Tracce
1. Dead & Bloated – 5:10 (testo: Scott Weiland – musica: Robert DeLeo, Scott Weiland)
2. Sex Type Thing – 3:38 (testo: Scott Weiland – musica: Dean DeLeo, Eric Kretz)
3. Wicked Garden – 4:05 (testo: Scott Weiland – musica: Robert DeLeo, Dean DeLeo)
4. No Memory – 1:20 (musica: Dean DeLeo)
5. Sin – 6:05 (testo: Scott Weiland – musica: Robert DeLeo)
6. Naked Sunday – 3:49 (testo: Scott Weiland – musica: Robert DeLeo, Dean DeLeo, Eric Kretz, Scott Weiland)
7. Creep – 5:32 (testo: Scott Weiland, Robert DeLeo – musica: Robert DeLeo)
8. Piece of Pie – 5:24 (testo: Scott Weiland – musica: Robert DeLeo)
9. Plush – 5:10 (testo: Scott Weiland, Eric Kretz – musica: Robert DeLeo)
10. Wet My Bed – 1:36 (testo: Scott Weiland – musica: Robert DeLeo)
11. Crackerman – 3:14 (testo: Scott Weiland – musica: Robert DeLeo, Eric Kretz)
12. Where the River Goes – 8:25 (testo: Scott Weiland – musica: Dean DeLeo, Eric Kretz)

## Formazione
Gruppo
- Scott Weiland – voce
- Dean DeLeo – chitarra
- Robert DeLeo – basso
- Eric Kretz – batteria

Produzione
- Brendan O'Brien – produzione
- Steve Stewart – direzione aziendale
- Nick DiDia – ingegneria del suono
- Dick Kaneshiro – assistenza ingegneria del suono
- Tom Baker – mastering
- Kevin Design Hosmann – direzione artistica
- Katrina Dickson – fotografia
- Christian Clayton – illustrazione

## Classifiche

### Classifiche settimanali
| Classifica (1993-2021) | Posizione massima |
| ---------------------- | ----------------- |
| Australia              | 29                |
| Austria                | 21                |
| Canada                 | 8                 |
| Finlandia              | 21                |
| Germania               | 53                |
| Norvegia               | 20                |
| Nuova Zelanda          | 11                |
| Paesi Bassi            | 10                |
| Portogallo             | 46                |
| Regno Unito            | 27                |
| Stati Uniti            | 3                 |
| Svezia                 | 9                 |
| Svizzera               | 36                |

### Classifiche di fine anno
| Classifica (1993) | Posizione |
| ----------------- | --------- |
| Stati Uniti       | 10        |

### Classifiche di fine decennio
| Classifica (1990–1999) | Posizione |
| ---------------------- | --------- |
| Stati Uniti            | 93        |